# Knockout-Moos

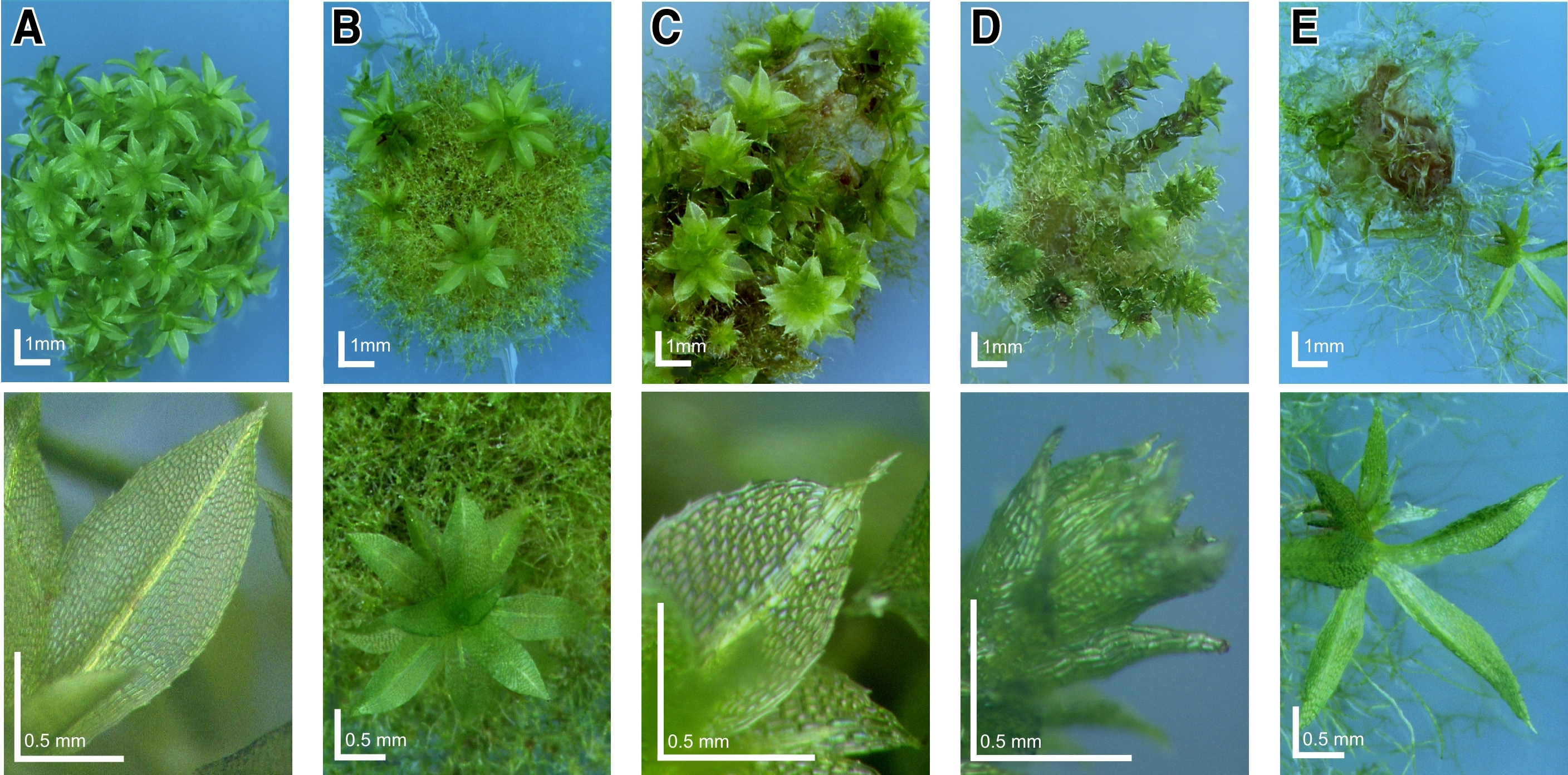
Physcomitrella patens Wildtyp (A) und daraus hergestellte Knockout-Moose (B–D). Abweichende Phänotypen in Knockout-Mutanten. Physcomitrella Wildtyp und transformierte Pflanzen wurden auf Minimalmedium (engl. knop medium) angezogen, um Differenzierung und Gametophoren zu induzieren. Je Pflanze ist eine Übersicht (obere Reihe, Größenbalken: 1 mm) und eine Nahaufnahme (untere Reihe, Größenbalken: 0,5 mm) gezeigt. A, Haploide Wildtyp-Moos-Pflanze, die komplett mit Gametophoren bedeckt ist, sowie eine Nahaufnahme eines Blättchens. B–D, Verschiedene Mutanten.

Ein Knockout-Moos (englisch knockout „außer Gefecht setzen“) ist eine Moospflanze, bei der mit einer zielgerichteten genetischen Veränderung, dem sogenannten Gene-Targeting, spezifisch ein oder mehrere Gene ausgeschaltet wurden (Gen-Knockout). Durch den Verlust eines spezifischen Gens verliert das Knockout-Moos die durch dieses Gen kodierte Eigenschaft. Durch den Verlust kann man nun auf die Funktion des ausgeschalteten Gens schließen. Diese wissenschaftliche Vorgehensweise nennt man reverse Genetik, da der Forscher ausgehend von einem Gen dessen Funktion aufklären will. In der klassischen Genetik hingegen geht der Forscher von einem Phänotyp aus und sucht das mutierte Gen. Knockout-Moose haben eine Bedeutung in der biologischen Grundlagenforschung und in der Biotechnik.

## Wissenschaftlicher Hintergrund
Die gezielte Veränderung bzw. das gezielte Ausschalten von Genen beruht auf der Integration eines kurzen DNS-Stranges an einer genau bestimmbaren Position im Genom der Wirtszelle. Hierzu muss das DNS-Stück so konstruiert worden sein, dass es an seinen beiden Enden identisch mit dem Genlocus ist. Dann wird diese DNS sehr effizient über Homologe Rekombination an diesem Genort integriert. Nach diesem Prinzip werden auch Knockout-Mäuse hergestellt.
Bisher ist diese Methode der gezielten Genveränderung, die in der Fachsprache Gene-Targeting (englisch gene targeting) heißt, bei Pflanzen nur bei dem Laubmoos Physcomitrella patens etabliert, da hier die Effizienz der Homologen Rekombination um mehrere Größenordnungen höher als in Samenpflanzen ist.

## Methode
Um Gene gezielt in Moosen zu verändern, wird das DNS-Konstrukt mit Protoplasten und mit Polyethylenglykol inkubiert. Da Moose haploide Organismen sind, können regenerierende Moosfilamente (Protonemen) direkt auf Gene-Targeting überprüft werden, so zum Beispiel innerhalb von nur 6 Wochen mithilfe von PCR-Methoden.

## Beispiele

### Plastidenteilung
Die erste wissenschaftliche Veröffentlichung zur Funktionsaufklärung eines bisher unbekannten Gens mithilfe eines Knockout-Mooses wurde 1998 von Ralf Reski und Mitarbeitern vorgelegt. Durch einen Knockout des ftsZ-Gens gelang ihnen die erste funktionelle Identifizierung eines für die Teilung von Organellen  in Eukaryoten  wichtigen Proteins.

### Proteinmodifikationen
Durch Knockout mehrerer Gene wurden Physcomitrella-Pflanzen hergestellt, denen die pflanzenspezifische Glykosylierung von Proteinen, eine bedeutende post-transkriptionelle Modifikation, fehlt. Diese Knockout-Moose werden zur Herstellung komplexer Biopharmazeutika (Molecular Pharming) in Moosbioreaktoren eingesetzt.

### Mutantenkollektion
In Kooperation mit der Firma BASF haben Ralf Reski und Mitarbeiter eine Mutantenkollektion von Knockout-Moosen erstellt, die der Genidentifizierung dient.